# Meligethes persicus
Meligethes persicus är en skalbaggsart som beskrevs av Franz Faldermann 1837. Meligethes persicus ingår i släktet Meligethes, och familjen glansbaggar. Arten är reproducerande i Sverige.